# Sturnira (subgènere)
Sturnira és un subgènere de ratpenats del gènere Sturnira de la família dels fil·lostòmids, format per 11 espècies distribuïdes per Meso-amèrica i Sud-amèrica.

## Taxonomia
- Ratpenat d'espatlles grogues equatorià (Sturnira aratathomasi)
- Ratpenat d'espatlles grogues de Bogotà (Sturnira bogotensis)
- Ratpenat d'espatlles grogues petit (Sturnira erythromos)
- Ratpenat d'espatlles grogues flor de lis (Sturnira lilium)
- Ratpenat d'espatlles grogues d'Anthony (Sturnira ludovici)
- Ratpenat d'espatlles grogues de Davis (Sturnira luisi)
- Ratpenat d'espatlles grogues de De La Torre (Sturnira magna)
- Ratpenat d'espatlles grogues de Talamanca (Sturnira mordax)
- Ratpenat d'espatlles grogues bolivià (Sturnira oporaphilum)
- Ratpenat d'espatlles grogues de Soriano (Sturnira sorianoi)
- Ratpenat d'espatlles grogues de Thomas (Sturnira thomasi)
- Ratpenat d'espatlles grogues de Trinitat (Sturnira tildae)